# Huset Schwarzburg

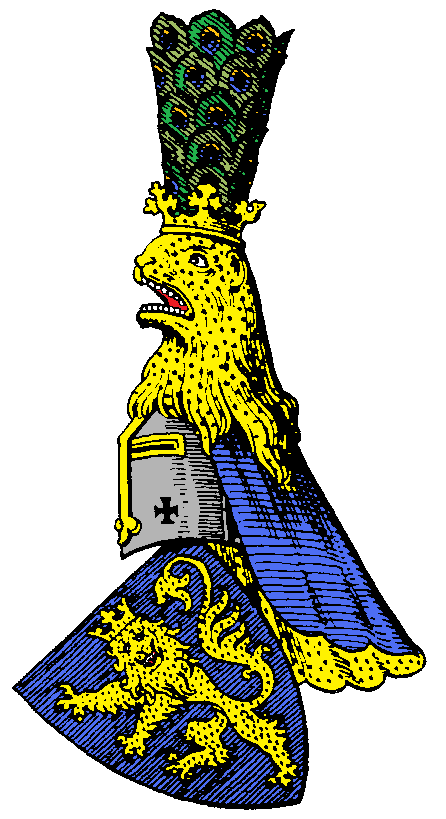
Schwarzburgs vapen.

Huset Schwarzburg var ett suveränt furstehus i Thüringen,
ett av Tysklands äldsta, härstammar från Sizzo III,
greve av Schwarzburg och Käfernburg (d. 1160), vars söner bildade linjerna Schwarzburg och Käfernburg.
Günther XXI, tillhörande den förra grenen, valdes 1349 till tysk kung,
men dog redan samma år. Efter flera delningar förenades husets alla besittningar av greve Günther XL av Schwarzburg och Arnstadt (d. 1552), vilken införde
reformationen. Hans söner Johan Günther I
och Albrekt blev stamfäder, den förre för huset Arnstadt, sedermera Schwarzburg-Sondershausen, den senare för huset Schwarzburg-Rudolstadt.
Områdena, vilka stod under
sachsisk överhöghet, delades i Oberherrschaft (1 076 km2) och Unterherrschaft (726 km2), av vilka det förra gränsar till Sachsen-Weimar-Eisenach, Sachsen-Altenburg, Sachsen-Meiningen, Sachsen-Coburg-Gotha och den preussiska provinsen Sachsen samt det senare är omslutet av sistnämnda provins.